# Fame (David Bowie)
Fame è un brano musicale del musicista britannico David Bowie, composto nel 1975 dallo stesso Bowie, da Carlos Alomar e da John Lennon. La canzone venne inserita nell'album Young Americans e pubblicata come secondo singolo estratto dal disco. Negli Stati Uniti la traccia raggiunse la prima posizione per due settimane della classifica Billboard Hot 100 durante le settimane del 20 settembre 1975 e del 4 ottobre.

## Il brano
Con la conclusione delle sessioni in studio per l'album Young Americans alla fine del 1974, il materiale fu tenuto in stand-by mentre Bowie era occupato nel rescindere il contratto che lo legava al suo ex-manager Tony Defries. Durante questo periodo Bowie soggiornava a New York, e si incontrò con l'ex Beatle John Lennon. I due decisero di suonare insieme in studio, e il tutto si concretizzò all'Electric Lady Studios nel gennaio 1975. Lì, Bowie contattò diversi membri della sua tour band per invitarli a suonare. Come prima cosa l'estemporanea band registrò una cover del brano dei Beatles Across the Universe, una canzone di Lennon. Poi Bowie decise di registrare una nuova canzone intitolata Fame, ispirata a un riff chitarristico ideato da Carlos Alomar. Il pezzo venne sviluppato in studio da Bowie, Lennon, e Alomar, ed infine messo su nastro. Entrambe la tracce furono aggiunte all'album Young Americans, scartando due brani precedentemente inclusi (Who Can I Be Now? e It's Gonna Be Me). Lennon collaborò alla stesura di Fame insieme a Bowie per quanto riguarda il testo (una riflessione agrodolce sulla natura della celebrità), ispiratogli da una conversazione in materia avuta con lo stesso Bowie poco tempo prima. Lennon canta: «Fame!» nei cori della canzone sopra il riff di chitarra di Alomar. La voce di Lennon è udibile anche mentre ripete le parole: «Fame, Fame, Fame» con diverse modulazioni di voce trattate elettronicamente.
Bowie avrebbe in seguito descritto la canzone come "maligna, arrabbiata", ammettendo pienamente che il brano era stato scritto "con un tocco di malizia", ed era una sorta di frecciata al management con il quale lavorava all'epoca.
Il caratteristico riff di Fame, opera del chitarrista Carlos Alomar, era basato sulla canzone Foot Stompin' del gruppo doo-wop The Flairs.

### Accoglienza
Fame divenne il maggior successo di Bowie negli Stati Uniti fino a quel momento. 
Si trattò del suo primo numero 1 nella classifica  Billboard Hot 100 riservata ai singoli, per due settimane, ed il primo ad entrare tra i top 10 in America, ma raggiunse solo la diciassettesima posizione in Gran Bretagna. In Canada arrivò prima, nei Paesi Bassi sesta ed in Norvegia nona. È uno dei singoli più venduti di Bowie degli anni '70.
Bowie affermò successivamente di non aver mai pensato all'epoca che la canzone potesse riscuotere un tale successo come singolo.

## Tracce singolo (1975)
1. Fame (Bowie, Alomar, Lennon)  – 3:30
2. Right (Bowie) – 4:13

- La versione alternativa del singolo aveva Golden Years come B-side.
- La versione italiana del singolo ha il brano Space Oddity come B-side.

## Formazione
- David Bowie – voce, chitarra
- John Lennon – cori, chitarra
- Carlos Alomar – chitarra
- Emir Kassan – basso
- Dennis Davis – batteria
- Ralph MacDonald – percussioni
- Willie Weeks – basso in Right
- Mike Garson – piano in Right
- Andy Newmark – batteria in Right
- David Sanborn – sax in Right
- Pablo Rosario – percussioni in Right
- Larry Washington – conga in Right
- Luther Vandross, Robin Clark, Ava Cherry – cori in Right

## Esecuzioni dal vivo
- Una versione dal vivo di Fame registrata durante una data del tour di Heroes al Philadelphia Spectrum, il 28-29 aprile 1978, venne pubblicata sull'album live Stage.
- Una versione live registrata a Montréal ed in Australia venne pubblicata su CD/DVD come parte del video del concerto Glass Spider del 1987 durante il Glass Spider Tour.
- Una versione live registrata al Nassau Coliseum durante il tour di Station to Station nel 1976 è stata pubblicata come traccia bonus nella ristampa deluxe di Station to Station del 2010.

## Cover
- James Brown nel 1975 su singolo
- Dennis Coffey nel 1975 su singolo
- Duran Duran - 12" single per Careless Memories; versione poi inclusa sull'album Starman: Rare and Exclusive Versions of 18 Classic David Bowie Songs, distribuito con il numero del marzo 2003 della rivista Uncut
- Egostatic - sull'album .2 Contamination: A Tribute to David Bowie (2006)
- Eurythmics - bonus track presente nella ristampa 2005 dell'album Touch (1983)
- The Feelies - Something Wild video
- FuckEmos - Only Bowie (1995)
- God Lives Underwater - Up Off The Floor (2004)
- Infectious Grooves - Sarsippius' Ark (1993)
- Tommy Lee - intitolata Fame 02 sull'album Never a Dull Moment
- Love and Money - 12" single
- Dave Matthews Band - registrazione dal vivo
- Umphreys McGee -  nel 2005
- George Michael - dal vivo nel 1991 nel corso del Cover to Cover Tour.
- Rie Miyazawa - in lingua giapponese reintitolata Game (1990, 3" CD single)
- Pearl Jam - registrazione dal vivo
- RC - Dr. Dre Presents...The Aftermath (1996)
- Rikki Rockett - Glitter 4 Your Soul (2003)
- The Rockridge Synthesiser Orchestra - Plays David Bowie Classic Trax
- Stardust - registrazione dal vivo
- Stickfigure - Hero: The Main Man Records Tribute to David Bowie (2007)
- Vanilla Ice - Mind Blowin' (1994)
- Scott Weiland - sull'album "Happy" in Galoshes, pubblicato nel 2008

## Fame '90
Una versione remixata di Fame venne pubblicata dalla EMI nel 1990 in contemporanea con il Sound+Vision Tour e la pubblicazione della raccolta Changesbowie. Bowie voleva un remix molto commerciale di un brano di successo per il tour e la pubblicazione del nuovo album greatest hits, e la scelta dei brani presa in esame si restrinse a Let's Dance e Fame, con decisione finale in favore di quest'ultima poiché Let's Dance (1983) era semplicemente troppo recente.

### Tracce singolo (1990)
US CD single (Rykodisc RCD5 1018)
1. Fame '90 (with Queen Latifah) – 4:10
2. Fame '90 (House Mix) – 5:58
3. Fame '90 (Gass Mix) – 3:38
4. Fame '90 (Hip Hop Mix) – 5:58
5. Fame '90 (Absolutely Nothing Premeditated/Epic Mix) – 14:25

West Germany maxi CD single  (EMI CDP 560-20-3805-2)
1. Fame '90  (House Mix) - 5:58
2. Fame '90  (Hip Hop Mix) - 5:58
3. Fame '90  (Gass Mix) - 3:38
4. Fame '90  (Queen Latifah's Rap Version) - 3:10

Exclusive Changes pack 7" vinyl single (FAMES 90)
1. Fame '90 (Gass Mix) – 3:38
2. Fame '90 (Queen Latifah's Rap Version) - 3:10

Limited edition 7" vinyl picture disc (FAME PD 90)
1. Fame '90 (Gass Mix) – 3:38
2. Fame '90 (Bonus Beat Mix) – 4:45

- Il singolo venne pubblicato in una grande varietà di formati: come 7" single, su musicassetta, come 12" single, come CD singolo e in due versioni limited edition differenti.[5]

### Video
Il regista Gus Van Sant diresse il videoclip promozionale di questa versione remixata, con immagini prese da tutti i precedenti video di Bowie.